# 傑克·李奇
傑克·李奇（英語：Jack Reacher），英國小說家李·查德筆下系列小說的人物，該角色是一名虛構的前美國陸軍憲兵少校，於美國各地流浪，首次出現於小說《地獄藍調》，也是《神隱任務》系列電影主角，電影由湯姆·克魯斯飾演，電視劇由艾倫·瑞奇森飾演。

## 角色背景

### 家庭
傑克·李奇於1960年10月29 日出生於柏林的一個美軍基地。他沒有中間名，大多數人都叫他姓氏“李奇”，他的軍事記錄正式將他稱為Jack（none）Reacher。父親是一位美國海軍陸戰隊軍官，因為工作派駐在世界各地，因此整個家庭經常到處搬遷。母親是一名法國人，在二次大戰期間，年僅13歲就加入法國反抗軍，將被擊落的盟軍飛行員偽裝成自己的親人護送出去，戰後獲得抵抗勳章，後來因癌症過世。李奇只有一個兄弟，喬.李奇（英語：Joe Reacher），比傑克·李奇大兩歲，出生在菲律賓的一個軍事基地，和李奇兩人感情深厚，自西點軍校畢業後進入軍事情報單位服務，後來轉調財政部，於喬治亞州查緝偽鈔時殉職。

### 軍旅生涯
自西點軍校畢業後，優異的表現使他一路晉升至少校，但因打斷兩名平民的腿而被降階為上尉，後來奉命組建第110特調組時再次升為少校，並成為特調組第一任指揮官。在他任職期間，獲得銀星勳章二枚、國防傑出服役獎章、功績勳章、士兵獎章、紫心勳章、陸軍嘉獎勳章。1983年，他前往貝魯特的海軍陸戰隊軍營，傳遞機密資料時被炸彈襲擊，在受傷的情況下表現英勇獲得其中一枚銀星勳章和紫心勳章。
李奇在小說裡創建了虛構的第110特調組（110th Special Investigations Unit），這是負責偵辦重大的刑事案件的陸軍憲兵單位，他也派駐到海外，任務從一般勤務、機密保防、兇案偵查。他曾經贏得美國海軍陸戰隊舉辦的溫布頓盃（Wimbledon Cup）1000碼射擊競賽冠軍。精通英語和法語兩種語言，也會西班牙語，非常喜歡算數，所有攜帶式武器使用上都非常出色，並且擅長格鬥。
於1997年因為裁軍而離開美國陸軍，部分原因是他在密西西比州的一次調查行動中冒犯了一名中校，從此結束他13年的軍旅生涯。

### 退伍生活
離開軍隊後，李奇到處流浪，他在博物館或酒吧流連，聽藍調音樂。他的唯一行李是折疊牙刷，永遠用現金交易，這樣就不會留下任何紀錄，沒有人追查得到他。911事件之後，他多攜帶金融卡和一個護照（通常過期）。當衣服髒了，他就隨便買一件，然後把舊衣服丟掉。他的銀行帳戶設在五角大廈內的陸軍郵局。

## 相關角色

### 流浪時期
- 蘇珊·透娜（Susan Turner）：美國陸軍憲兵少校，擔任第110特調組指揮官。

## 小說
- 《地獄藍調》Killing Floor
- 《至死方休》Die Trying
- 《一觸即發》Tripwire
- 《索命訪客》The Visitor
- 《闇夜回聲》Echo Burning
- 《模擬刺客》Without Fail
- 《無間任務》Persuader
- 《雙面敵人》The Enemy
- 《完美嫌犯》One Shot
- 《假面人質》The Hard Way
- 《厄運連鎖》Bad Luck and Trouble
- 《一無所懼》Nothing to Lose
- 《此地不宜久留》Gone Tomorrow
- 《61小時》61 Hours
- 《惡人鎮》Worth Dying For
- 《臥底正義》The Affair
- 《全面通緝》A Wanted Man
- 《永不回頭》Never Go Back
- 《私人恩怨》Personal
- 《千萬別惹我》Make Me
- 《不存在的任務》 Night School
- 《命懸一線》The Midnight Line
- 《過去式》Past Tense
- 《致命替身》Blue Moon

## 改編作品

### 電影
- 神隱任務系列電影：由湯姆·克魯斯飾演傑克·李奇。
  - 《神隱任務》（2012）：改編自《完美嫌犯》。
  - 《神隱任務：永不回頭》（2016）：改編自《永不回頭》。

### 電視
- 《神隱任務》中，由阿倫·瑞奇森飾演傑克·李奇，於2022年2月4日首播。